# 诺迈
诺迈（法語：Nommay，法語發音：[nɔmɛ]）是法国杜省的一个市镇，位于该省东北部，属于蒙贝利亚尔区。

## 地理
诺迈（47°32'17"N, 6°50'50"E）面积3.19 平方千米，位于法国勃艮第-弗朗什-孔泰大區杜省，该省份为法国东部内陆省份，北起上索恩省，西接汝拉省，东部及东南部与瑞士接壤，东北部与贝尔福地区省接壤。
与诺迈接壤的市镇（或旧市镇、城区）包括：沙特努瓦莱福日、布罗尼亚尔、当伯努瓦、大沙尔蒙、旧沙尔蒙、特雷沃南。

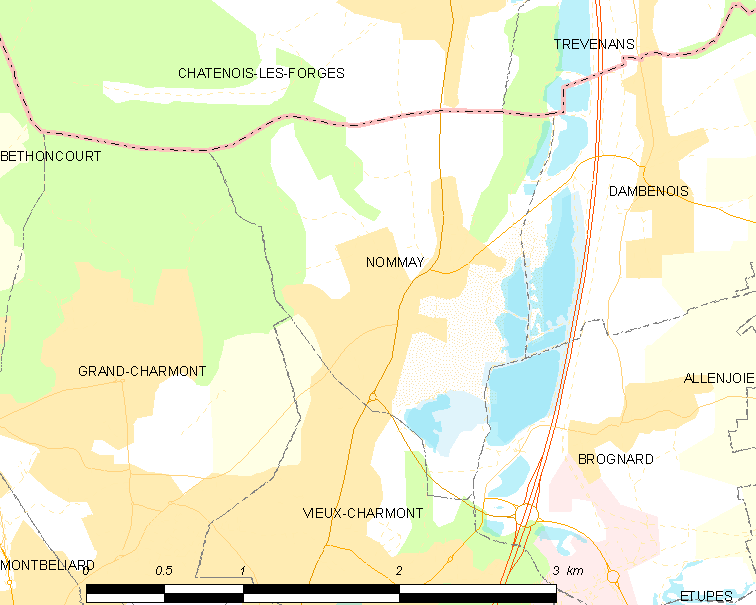
诺迈的OSM定位图

诺迈的时区为UTC+01:00、UTC+02:00（夏令时）。

## 行政
诺迈的邮政编码为25600，INSEE市镇编码为25428。

## 政治
诺迈所属的省级选区为伯通库尔县。

## 人口

1962-2008年间诺迈人口变化图示

诺迈于2022年1月1日时的人口数量为1601人。